# Gare de Villers-Cotterêts
Pour les articles homonymes, voir gare de Villers.
La gare de Villers-Cotterêts est une gare ferroviaire française de la ligne de La Plaine à Hirson et Anor (frontière), située sur le territoire de la commune de Villers-Cotterêts, dans le département de l'Aisne, en région Hauts-de-France.
C'est une gare de la Société nationale des chemins de fer français (SNCF) desservie par des trains TER Hauts-de-France.

## Situation ferroviaire
Ancienne gare de bifurcation, elle est située au point kilométrique (PK) 77,356 de la ligne de La Plaine à Hirson et Anor (frontière), entre les gares ouvertes de Vaumoise et de Corcy et au PK 99,340 de l'ancienne ligne de Rethondes à La Ferté-Milon aujourd'hui déclassée. Son altitude est de 133 m.
Elle est équipée de deux quais : le quai « X » dispose d'une longueur utile de 339 m pour la voie « 2 » et le quai « Y » d'une longueur utile de 373 m pour la voie « 1 ».

## Histoire
La Compagnie des chemins de fer du Nord met en service la section de Villers-Cotterêts à Laon le 2 juin 1862.
Villers-Cotterêts était autrefois reliée à Compiègne et à La Ferté-Milon.

## Fréquentation
De 2015 à 2023, selon les estimations de la SNCF, la fréquentation annuelle de la gare s'élève aux nombres indiqués dans le tableau ci-dessous.
| Année                      | 2015    | 2016    | 2017    | 2018    | 2019    | 2020    | 2021    | 2022    | 2023    |
| -------------------------- | ------- | ------- | ------- | ------- | ------- | ------- | ------- | ------- | ------- |
| Voyageurs                  | 416 589 | 389 764 | 392 138 | 353 957 | 370 900 | 253 080 | 321 562 | 397 951 | 408 057 |
| Voyageurs et non voyageurs | 520 736 | 487 205 | 490 172 | 441 821 | 463 625 | 316 350 | 401 953 | 497 439 | 510 071 |

## Service des voyageurs

### Accueil
La gare dispose d'un bâtiment voyageurs, avec guichets, ouvert tous les jours. Elle est équipée d'automates pour l'achat de titres de transport.
Un passage souterrain permet la traversée des voies pour l'accès d'un quai à l'autre.

### Desserte
Villers-Cotterêts est desservie par des trains TER Hauts-de-France, express et omnibus, qui effectuent des missions entre les gares : de Crépy-en-Valois et de Laon ; de Paris-Nord et de Laon.

### Intermodalité
Un parking pour les véhicules y est aménagé.
La gare est desservie par les lignes urbaines A, B et C, ainsi que par la ligne interurbaine D du réseau de bus Villéo-Retzéo.

## Service des marchandises
Cette gare est ouverte au service du fret.